# ساختمان شهرداری اومئو

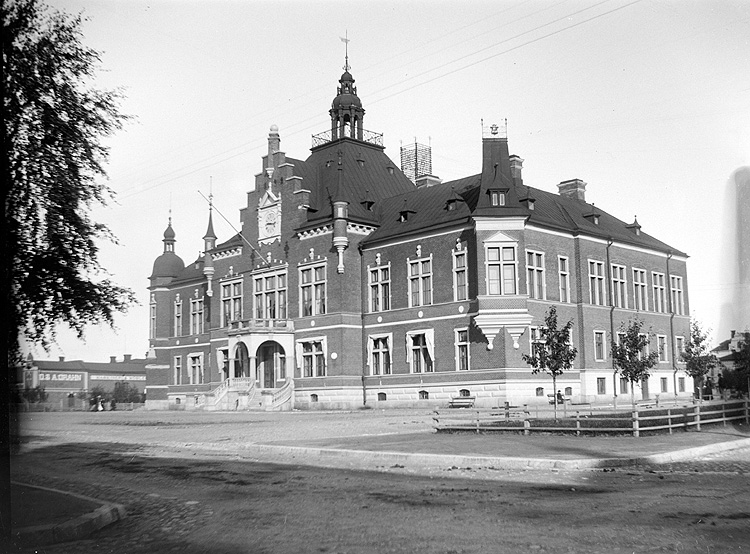
ساختمان شهرداری اومئو در سال ۱۹۰۲

ساختمان شهرداری اومئو (به سوئدی: Umeå rådhus) ساختمانی است که پس از آتش‌سوزی سال ۱۸۸۸ در شهر اومئو شروع به ساخت و در سال ۱۸۹۰ میلادی ساخت آن به اتمام رسیده است.
ساختمان اصلی شهرداری اومئو در دهه ۱۶۰۰ میلادی ساخته شده بوده، فردریک اولاوس لیندستروم معمار ساختمان جدید این مجموعه بوده است.